# Короне (Белуно)
Короне (итал. Corone) је насеље у Италији у округу Белуно, региону Венето.
Према процени из 2011. у насељу је живело 41 становника. Насеље се налази на надморској висини од 774 м.